# Vladimir Illjoek
Vladimir Ivanovitsj Illjoek (Russisch: Владимир Иванович Иллюк) (Semipalatinsk, 11 januari 1943 - Moskou, 1 januari 2008) was een voormalig basketbalspeler die uitkwam voor het team van CSKA Moskou. Hij was De kapitein van de sport van internationale klasse.

## Carrière
Illjoek was een één meter negenentachtig lange Point-guard. Illjoek begon in 1969 bij CSKA Moskou. Met CSKA werd Illjoek vijf keer landskampioen van de Sovjet-Unie in 1970, 1971, 1972, 1973 en 1974. Ook werd Illjoek met CSKA Bekerwinnaar van de Sovjet-Unie in 1972 en 1973. In 1970 verloor Illjoek de EuroLeague van Ignis Varese uit Italië met 74-79. In 1971 nam Illjoek wraak met CSKA door de EuroLeague te winnen door Ignis Varese uit Italië met 67-53 te verslaan. In 1973 verloor Illjoek de EuroLeague. Ze verloren van Ignis Varese uit Italië met 66-71. In 1976 stopte Illjoek met basketbalspelen.

## Erelijst
- Landskampioen Sovjet-Unie: 5
  - Winnaar: 1970, 1971, 1972, 1973, 1974
- Bekerwinnaar Sovjet-Unie:2
  - Winnaar: 1972, 1973
- EuroLeague: 1
  - Winnaar: 1971
  - Runner-up: 1970, 1973